# Przekrasek mróweczka
Przekrasek mróweczka (Thanasimus formicarius) – gatunek chrząszcza z rodziny przekraskowatych. Bardzo pożyteczny ze względu na odżywianie się szkodnikami.

## Taksonomia
Gatunek ten opisany został w 1758 roku przez Karola Linneusza jako Attelabus formicarius.

## Opis
Ciało długości od 7 do 10 mm, spłaszczone i wydłużone. Głowa czarna, gęsto i grubo punktowana, biało i czarno owłosiona, o czułkach brunatnoczerwonych. Przedplecze w przedniej części silnie wgniecione poprzecznie i czarne, dalej czerwone, a z tyłu mocno przewężone. Nasadowa część pokryw czerwona, pokryta punktami o średnicach większych niż odległości między nimi. Dalsza część pokryw czarna z dwiema przepaskami białego owłosienia. Spód ciała czerwony, rzadziej miejscami czarny. Odnóża o czerwonych stopach i smoliście brunatnych goleniach i udach.
Larwa różowa, wrzecionowata, skąpo owłosiona o długości do 18 mm, ostatni segment odwłoka zakończony tarczką z widełkowatym wyrostkiem.

## Biologia i ekologia
Larwy są drapieżne, odżywiają się innymi owadami i ich larwami. Przebywają pod korą. Znajdywane są w chodnikach smolików, kózek, bogatków i większych korników. Dorosłe osobniki polują na pniach i suchych konarach, szybko po nich biegając. W skład ich diety wchodzą przylatujące korniki.
Z wymienionych względów uważanych za owada bardzo pożytecznego w leśnictwie.

## Rozprzestrzenienie
Zamieszkuje Europę, Azję i Afrykę Północną. Introdukowany w Ameryce Północnej. W Polsce najpospolitszy przekraskowaty.